# Jerry Eaves
Jerry Lee Eaves (Louisville, 8 febbraio 1959) è un ex cestista e allenatore di pallacanestro statunitense, professionista nella NBA.

## Carriera
È stato selezionato dagli Utah Jazz al terzo giro del Draft NBA 1982 (55ª scelta assoluta).

## Palmarès

### Giocatore
- McDonald's All-American Game (1978)
- Campione NCAA (1980)